# Cappella di San Paolo (Galatina)
La Cappella di San Paolo a Galatina, conosciuta dai più come Cappella delle Tarantate, è un edificio di culto risalente al XVIII secolo incorporato al Palazzo Tondi, nel centro di Galatina, comune della provincia di Lecce, in Salento.
Piccola e semplice architettura ma di grande rilevanza culturale per l'intero Sud Italia, poiché legata al fenomeno del Tarantismo.

## Descrizione
Presenta una facciata semplice, in stile barocco-leccese. L’interno è costituito da un’unica volta dove si possono ammirare un altare settecentesco, la tela raffigurante San Paolo e il piccolo pozzo con l’acqua ritenuta miracolosa.

## Storia
Risalente al XVIII secolo, dedicata al Santo Patrono Paolo, è stata edificata secondo la tradizione nel luogo in cui si trovava la "casa di San Paolo", dimora in cui avrebbe alloggiato l'apostolo. Secondo la tradizione per ringraziare il padrone di casa dell'ospitalità l'apostolo gli concesse il potere di guarire dagli effetti del morso dei ragni, potere che si sarebbe tramandato all'acqua del pozzo presente nella casa, oggi cappella. È stata dal medioevo e sino alla fine degli anni cinquanta del XX secolo teatro di fenomeni legati al "tarantismo", una sindrome culturale di tipo isterico riscontrata nel Sud Italia, con origini precristiane risalenti al mondo antico e alla Magna Grecia. Galatina era il luogo cruciale e conclusivo del "processo di guarigione". In questa chiesetta, infatti, nel giorno del santo patrono, il 29 giugno, confluivano gli affetti da tarantismo da tutto il Salento per chiedere la "grazia" della "guarigione".

## Riti della festa di San Paolo delle Tarante a Galatina
Ciclicamente ogni anno, generalmente all'inizio dell'estate, a ridosso del 29 Giugno e per molti anni di seguito sino a guarigione completa, i "tarantati" venivano colti da una specifica forma di grave malessere interiore ed esteriore che poteva essere curata, anche se solo pro-anno, mediante tale rito che richieva il pellegrinaggio conclusivo a Galatina nel giorno della festa del santo patrono. Il rito di guarigione terminava nella cappella di San Paolo, la tarantata o il tarantato doveva bere l'acqua miracolosa del pozzo e ripetere una breve sequenza di danza-esorcismo, in ultimo il soggetto stramazzava al suolo mentre il ragno simbolicamente l'abbandonava, questo si riteneva il segno che San Paolo aveva concesso la grazia. De Martino, il più celebre etnologo sul tema, notò assieme alla sua équipe che alcuni tarantati accennavano a passi di danza all’interno della cappella come ad una serie di crisi continue e senza soluzione. L'etnologo riteneva che il tarantismo perdesse dignità culturale nella cappella di San Paolo che inglobava e annullava l’efficacia simbolica dell’esorcismo musicale. La cura all’interno della chiesetta smarriva il filo originario, l’essenza, diventando una lenta agonia che come osservò De Martino aveva avuto inizio almeno due secoli prima. La tradizione del tarantismo è in qualche modo sopravvissuta sino ai nostri giorni con la messa-esorcismo del 29 giugno nella chiesa di San Paolo di Galatina. Tuttavia sono andati progressivamente scomparendo i momenti di partecipazione collettiva e diminuisce sempre di più il numero di persone che si recano alla chiesa per dare luogo al rituale. Il contesto in cui avviene l'esorcismo del resto è radicalmente cambiato: non più la comunità contadina riunita a condividere la stessa esperienza culturale ma solo una folla di curiosi e visitatori lontani dall'atmosfera culturale del rito.